# Charles Risler
Pour les articles homonymes, voir Risler.
Charles Risler, né le 30 novembre 1848 à Thann et mort le 20 avril 1923 à Paris, est un homme politique français

## Biographie
Charles est le fils de Camille Risler et d'Eugénie Kestner. Son grand-père maternel est l'industriel Charles Kestner, dirigeant d'une grande entreprise de produits chimiques à Thann et représentant du peuple à l'Assemblée nationale constituante.

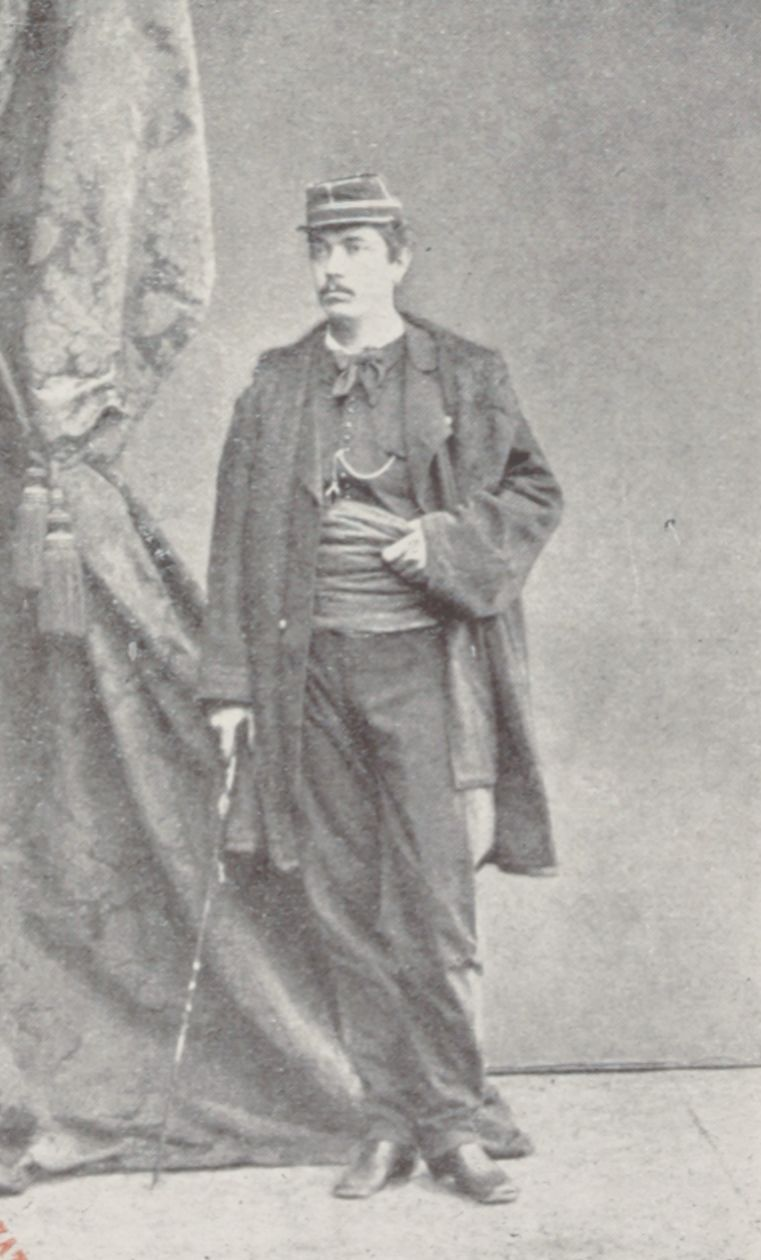
Charles Risler, lieutenant à la première batterie d'artillerie de la Mobile, à Neuf-Brisach, pendant la guerre de 1870.

Lors de la Guerre franco-allemande de 1870, Charles Risler sert dans l'artillerie de la garde nationale mobile du Haut-Rhin. Sa participation à la défense de Neuf-Brisach puis sa captivité à Leipzig lui inspireront un ouvrage coécrit avec Gaston Laurent-Atthalin et publié en 1873. Très attaché à sa province natale annexée par l'Allemagne, il deviendra membre de l'Association générale d'Alsace-Lorraine (AGAL), dont il sera élu président.
Neveu du colonel Charras, de Victor Chauffour, d'Auguste Scheurer-Kestner et de Charles Floquet, quatre personnalités importantes du parti républicain, Charles Risler est aussi le beau-frère de Jules Ferry depuis 1875. En 1877, il épouse la fille du sénateur inamovible Léon Laurent-Pichat. De cette union sont issues deux filles, qui épouseront l’avocat et homme de lettres Georges Claretie, fils de Jules Claretie, et Albert Canet.
Les liens familiaux de Risler expliquent ses nominations au poste d'adjoint au maire (février 1881) puis à celui de maire du 7e arrondissement de Paris (avril 1882). Membre du conseil de surveillance de l'Assistance publique depuis 1886, il devient également membre du conseil de surveillance du Crédit municipal en 1889.
Officier d'Académie (1883) et de l'Instruction publique (1888), Charles Risler a également reçu en 1885 une médaille d'or de première classe pour sa conduite durant l'épidémie de choléra de 1884. Chevalier de la Légion d'honneur depuis 1897, il est promu par la suite officier (1908) puis commandeur (1913) de cet ordre.
Maire du 7e arrondissement jusqu'à sa démission en 1919, puis maire honoraire, Charles Risler meurt le 20 avril 1923 à son domicile du no 39 de la rue de l'Université. Il est inhumé au cimetière du Père-Lachaise (division 60). Une avenue de Paris porte son nom.

## Distinctions
- Commandeur de la Légion d'honneur
- Officier de l'Instruction publique